# Julián Arredondo
Julián David Arredondo Moreno (Ciudad Bolívar, 30 luglio 1988) è un ex ciclista su strada colombiano, professionista dal 2012 al 2017, con caratteristiche di scalatore.

## Carriera
Corre tra gli Under-23 nelle Marche con il Massi Team nel 2008 e nel 2009, mentre nel biennio 2010-2011 è in rosa con il Team SCAP-Prefabbricati Foresi. Nel 2010 vince il Gran Premio Folignano e partecipa alla prova in linea Under-23 dei campionati del mondo di Melbourne, in Australia, concludendo 72º. Grazie ai sette successi nella categoria, firma un contratto da professionista nel 2012 con il Team Nippo, guidato dal team manager Andrea Tonti.
Prende parte nel marzo 2012 alla sua prima corsa a tappe da pro, la Settimana Internazionale di Coppi e Bartali. Il 23 maggio vince la sua prima gara da professionista, trionfando nella terza tappa del Tour of Japan davanti al compagno di squadra Fortunato Baliani. Conclude la corsa a tappe giapponese sul secondo gradino del podio, con un ritardo nella generale di 22 secondi dallo stesso Baliani. È poi ancora protagonista al Tour de Kumano, dove vince la maglia di miglior scalatore piazzandosi al secondo posto finale.
Nel 2013, sempre in maglia Nippo-De Rosa, è di nuovo protagonista in Asia: si aggiudica infatti una tappa e la classifica finale del Tour de Langkawi, e una tappa e la graduatoria finale del Tour de Kumano, piazzandosi inoltre secondo, alle spalle del solo Fortunato Baliani (suo compagno di squadra), al Tour of Japan. In Europa ottiene invece il nono posto al Giro dell'Appennino. Grazie ai risultati ottenuti, che gli consentono di aggiudicarsi la classifica finale dell'Asia Tour 2013, per il 2014 viene messo sotto contratto dalla formazione World Tour Trek Factory Racing.
Debutta con la nuova maglia in gennaio, cogliendo subito due successi di tappa e il quarto posto finale al Tour de San Luis in Argentina. Nel mese di marzo ottiene un terzo posto al Gran Premio Città di Camaiore e subito dopo il quinto posto della classifica generale della Tirreno-Adriatico. Partecipa alla sua prima grande corsa a tappe, il Giro d'Italia 2014, ottenendo un terzo posto nella 5ª tappa vinta da Diego Ulissi, e vincendo la 18ª tappa con arrivo al Rifugio Panarotta davanti al connazionale Fabio Duarte. Al termine del Giro conquista il premio della combattività e la classifica scalatori, divenendo il vincitore di tale classifica col peggior piazzamento in classifica generale (61º).
Nella seconda parte di stagione non riesce a confermarsi ad alti livelli. Partecipa alla Vuelta a España ma si ritira dopo quindici tappe senza aver lasciato il segno. Nel mese di ottobre prende parte al Tour of Beijing chiudendo in settima posizione, concludendo la sua annata alla Japan Cup in cui ha tagliato il traguardo 5º.
Nel biennio 2015-2016 incontra difficoltà ad confermare i precedenti risultati a causa di alcuni problemi di postura che gli impediscono di essere efficace in bicicletta; dopo averli apparentemente risolti firma un nuovo contratto con la Nippo-Fantini per il 2017. Dopo soli due mesi di gare con la nuova maglia, nel marzo 2017 interrompe nuovamente l'attività, torna in Colombia e in novembre viene operato a seguito di una diagnosi di sindrome del piriforme. Nel marzo 2019 annuncia il ritiro in seguito al perseverare della sindrome.

## Palmarès
- 2007

3ª tappa Clásica Marinilla
- 2008 (Team Massi Euronics, una vittoria)

Gran Premio Città di Montegranaro
- 2010 (Team SCAP-Prefabbricati Foresi, quattro vittorie)

Trofeo Tito Squadroni
Coppa Varignana - Coppa Dalfiume
Gran Premio Folignano - Trofeo Avis
Coppa Comune Castelfranco di Sopra
- 2011 (Team SCAP-Prefabbricati Foresi, due vittorie)

Gran Premio Città di Montegranaro
Memorial Morgan Capretta
- 2012 (Team Nippo, una vittoria)

3ª tappa Tour of Japan (Minami-Shinshu > Minami-Shinshu)
- 2013 (Team Nippo-De Rosa, quattro vittorie)

5ª tappa Tour de Langkawi (Proton Shah Alam > Genting Highlands)
Classifica generale Tour de Langkawi
2ª tappa Tour de Kumano (Kumano > Kumano)
Classifica generale Tour de Kumano
- 2014 (Trek Factory Racing, tre vittorie)

2ª tappa Tour de San Luis (La Punta > Mirador del Potrero)
6ª tappa Tour de San Luis (Las Chacras > Mirador del Sol)
18ª tappa Giro d'Italia (Belluno > Rifugio Panarotta)

### Altri successi
- 2012

Classifica scalatori Tour of Japan
Classifica scalatori Tour de Kumano
- 2013

Classifica giovani Tour of Japan
Classifica giovani Tour de Kumano
Classifica scalatori Tour de Kumano
Classifica generale UCI Asia Tour
- 2014

Classifica scalatori Giro d'Italia
Premio della Combattività Giro d'Italia

## Piazzamenti

### Grandi Giri
- Giro d'Italia

2014: 61º
- Tour de France

2015: 124º
- Vuelta a España

2014: ritirato (15ª tappa)

### Classiche monumento
- Milano-Sanremo

2015: 64º
- Liegi-Bastogne-Liegi

2014: 25º
2015: ritirato
- Giro di Lombardia

2014: ritirato

### Competizioni mondiali
- Campionati del mondo su strada

Melbourne 2010 - In linea Under-23: 72º
Ponferrada 2014 - In linea Elite: ritirato